# Ocotea tabacifolia
Ocotea tabacifolia är en lagerväxtart som först beskrevs av Carl Daniel Friedrich Meisner, och fick sitt nu gällande namn av J.G. Rohwer. Ocotea tabacifolia ingår i släktet Ocotea och familjen lagerväxter. Inga underarter finns listade i Catalogue of Life.